# Острівецька сільська рада (Городенківський район)
| Острівецька сільська рада — орган місцевого самоврядування у Городенківському районі Івано-Франківської області з адміністративним центром у с. Острівець. Сільській раді підпорядковані населені пункти: - с. Острівець — населення 649 ос.; площа 10,931 км²; засн. в 1374 році. - с. Рогиня — населення 497 ос.; площа 7,815 км²; засн. в 1650 році. |

## Склад ради
Рада складається з 14 депутатів та голови.

### Керівний склад ради
| ПІБ                      | Основні відомості                                                             | Дата обрання | Дата звільнення |
| ------------------------ | ----------------------------------------------------------------------------- | ------------ | --------------- |
| Юрчишин Михайло Іванович | Сільський голова, 1956 року народження, освіта, безпартійний                  | 26.03.2006   | 31.10.2010      |
| Юрчишин Михайло Іванович | Сільський голова, 1956 року народження, освіта середня загальна, безпартійний | 31.10.2010   |                 |

Примітка: таблиця складена за даними джерела